# Hans Christoph Ernst baró de Gagern
Hans Christoph Ernst Gagern, baró de Gagern (Kleinniedesheim (Alemanya), 25 de gener, 1766 - Hornau (Kelkheim), 22 d'octubre, 1852), fou un escriptor i polític alemany.
El 1786 va ingressar al servei de l'Estat a Nassau-Weilburg, i el 1791 va ser enviat el Reichstag, després ambaixador a París i al cap de poc president del Govern, havent dimitit el 1811 en virtut del decret de Napoleó I, segons el qual cap nascut a la riba esquerra del Rin podia exercir cap càrrec públic en uneix Estat pertanyent a l'Imperi francès. Va passar llavors a Viena, i, expulsat d'Àustria en 1812 per l'ajuda que prestés als tirolesos revoltats, es va refugiar a Anglaterra, on va treballar per la restitució del príncep d'Orange en el tron dels Països Baixos. Després el nou rei dels Països Baixos el va nomenar ministre dels principats d'Orange a Alemanya, el 1815 l'envià al Congrés de Viena, on va dur a terme la unió de Bèlgica amb el nou regne dels Països Baixos i la fundació d'un Estat intermedi d'Orange, entre França i Prússia.
Diputat neerlandès al Bundestag fins a 1818, va defensar constantment la introducció de les constitucions representatives als Estats de la confederació germànica. Com a membre vitalici del Senat del gran ducat de Hesse, va afavorir totes les empreses patriòtiques i filantròpiques.
Entre els seus nombrosos escrits cal esmentar, a més de les memòries autobiogràfiques:
- Mein Antheil an der Politik (Stuttgart, 1822/23, i Leipzig, 1845);
- Die Fürsten (Frankfurt, 1808);
- Aristokratie (Viena, 1812);
- Die Nationalgeschichte der deutschen (Viena, 1813/26);
- Kritik des Völkerrechts mit praktischer Anwendung auf unsre Zeit (Viena, 1840);
- Civilisation (Leipzig, 1847).

Fou el pare de Friedrich, Heinrich i Maximilian von Gagern.